# واهرام شاهومیان
واهرام هاروتیونی شاهومیان (ارمنی: Վահրամ Հարությունի Շահումյան؛  زادهٔ ۱۸ ژوئیهٔ ۱۹۰۸ - درگذشته ۲۳ اوت ۱۹۶۳) دانشمند متخصص در زمینه مهندسی هیدرولیک اهل ارمنستان بود. 

## زندگی‌نامه
وی در ۱۹۰۸ در دیلیجان به دنیا آمد واغیناک شاهومیان برادر وی بود. وی از دانشگاه دولتی مدیریت محیط‌زیست مسکو (۱۹۳۱) فارغ‌التحصیل گشت. همچنین برندهٔ جوایزی همچون نشان پرچم سرخ کار شده است. وی در ۱۹۶۳ در سن ۵۵ یا ۵۶ یا ۵۷ سالگی در مسکو درگذشت.

## یادداشت
1. ↑  Հայկական համառոտ հանրագիտարան
2. ↑  Ով ով է. հայեր (կենսագրական հանրագիտարան: Երկու հատորով)
3. ↑  Armenian Soviet Encyclopedia
4. ↑  տեխնիկական գիտությունների դոկտոր
5. ↑  Մոսկվայի բնապահպանական կառավարման պետական համալսարան